# Кливланд (Мисисипи)
Кливланд (енгл. Cleveland) град је у америчкој савезној држави Мисисипи.

## Демографија
По попису из 2010. године број становника је 12.334, што је 1.507 (-10,9%) становника мање него 2000. године.
| Група             | 2000.         | 2010.         |
| Белци             | 6.858 (49,5%) | 5.768 (46,8%) |
| Афроамериканци    | 6.679 (48,3%) | 6.189 (50,2%) |
| Азијати           | 137 (1,0%)    | 118 (1,0%)    |
| Хиспаноамериканци | 130 (0,9%)    | 187 (1,5%)    |
| Укупно            | 13.841        | 12.334        |